# 压致变色
压致变色某些材料具有在施加压力时改变颜色的倾向。通常塑料具有这种特殊的效应。
某些材料具有在施加压力时改变颜色的倾向。这是由于压力施加于这些材料时，其吸收光谱会发生变化。这种特殊的效应被称为压致变色效应，该效应可被利用于压力检测系统。